# Filipínský příkop
Filipínský příkop je hlubokomořský příkop v západní části Tichého oceánu. Leží zhruba 60 km východně od filipínského ostrova Catanduanes, Leyte, Siargao, Mindanao a 120 km severovýchodně a východně od Talaudských ostrovů. Je přibližně 1320 km dlouhý a 30 km široký. Od plošiny Benham míří k jihojihovýchodu, u ostrova Mindanao se stáčí k jihu a následně se stáčí k jihovýchodu. V prohlubni Galathea dosahuje hloubky 10 540 metrů.
Filipínská deska se ve Filipínském příkopu podsunuje pod sundskou desku. Na subdukční zónu jsou vázána zemětřesení a tsunami, například 31. srpna 2012 bylo zaznamenáno zemětřesení u ostrova Samar s magnitudem Mw 7,6.